# ميس متصلب
ميس متصلب (الاسم العلمي: Celtis rigescens) هو نوع نباتي يتبع جنس الميس من فصيلة القنبية.